# Tatjana Lietz

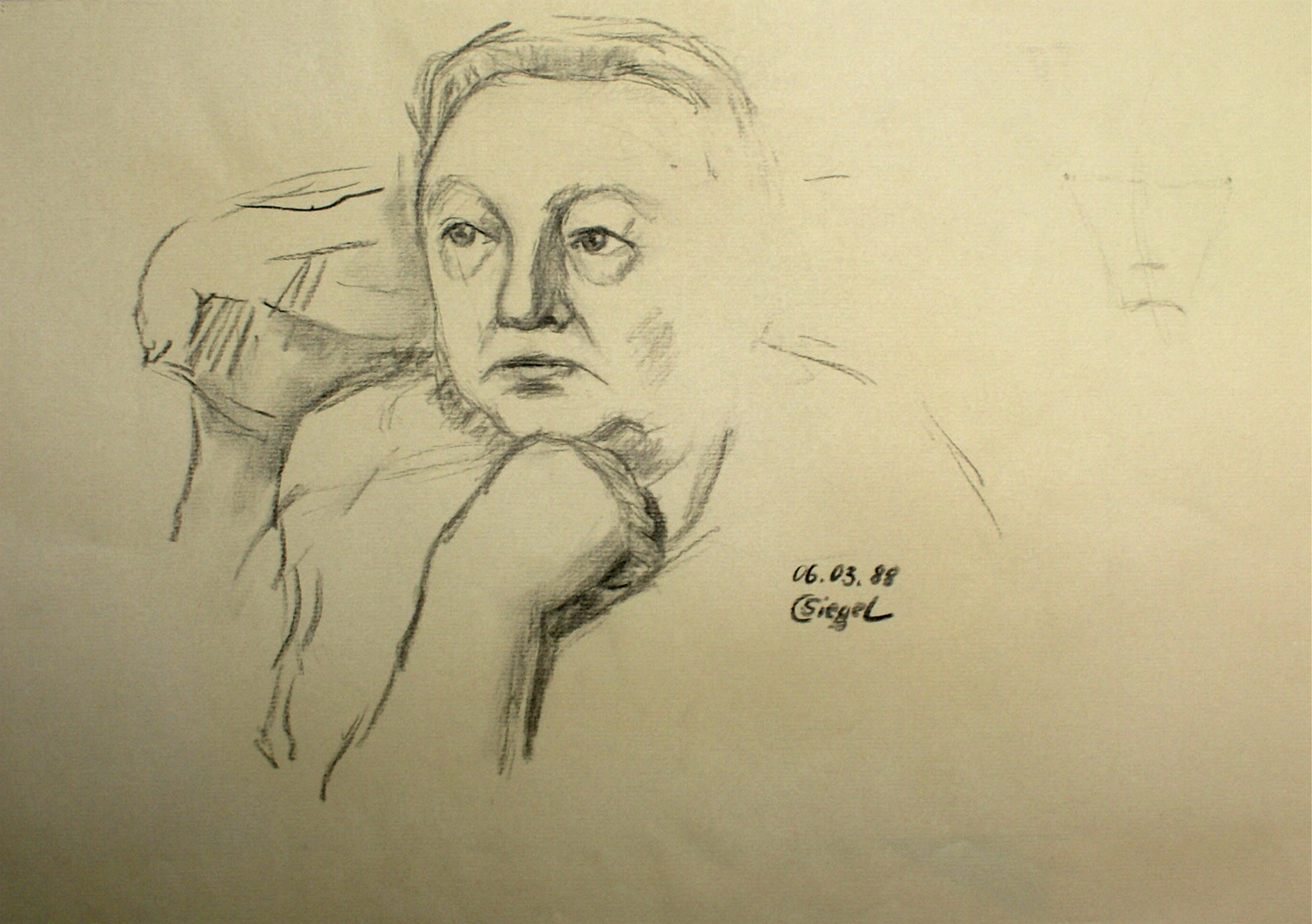
Tatjana Lietz auf einer Kohlezeichnung auf Ingrespapier ihres letzten Privatschülers Christian Siegel vom März 1988.

Tatjana Lietz (ursprünglich Lihzis, heute transkribiert Līce in der lettischen Namensform; * 27. Augustjul. / 9. September 1916greg. in Petrograd; † 11. März 2001 in Zwickau) war eine lettisch-deutsche (deutsch-baltische) Malerin, Sprach- und Kunstlehrerin.

## Leben

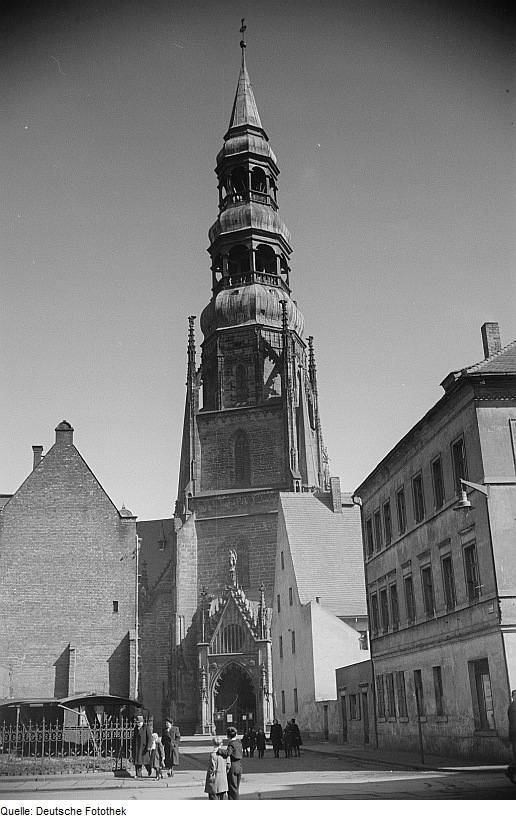
Eine Ansicht der St.-Marien-Kirche in Zwickau um 1953. Sie ähnelt der St. Petrikirche in Riga und war einer der Gründe, Zwickau als zukünftige Heimat anzunehmen.

Tatjana Lietz Leben ist durch die konflikt- und spannungsgeladenen politischen Verhältnisse des 20. Jahrhunderts geprägt. Sie wurde als einziges Kind des lettischen Steuerinspektors in russischen Diensten Eugen Lietz (* 24. Mai 1888 in Riga; † 1. Juni 1962 in Zwickau) und seiner Frau Vera Lietz (* 31. Juli 1889 in Riga; † 8. Mai 1969 in Zwickau) in St. Petersburg geboren, wohin ihr Vater im Ersten Weltkrieg abkommandiert worden war. Nach der Oktoberrevolution 1917 zog sie mit ihren Eltern 1918 wieder in deren lettische Heimat Riga. Sie wuchs viersprachig (Lettisch, Russisch, Französisch und Deutsch) auf. Sechsjährig bekam sie einen Malkasten von ihrem Onkel geschenkt; die Liebe zur Malerei sollte sie nie wieder loslassen.
Von 1932 bis 1934 besuchte sie die Mal- und Zeichenschule von Professor Konstantin Wyssotzki. Die folgenden vier Jahre nahm sie Unterricht an der Mal- u. Zeichenschule von Professor Jānis Tilbergs (auch Telberg oder Tellberg) (1880–1972) und erlernte besonders die Technik der Ölmalerei. Sie war ab 1934 die einzige Privatschülerin des Malers der russischen Wanderer-Bewegung Nikolai Petrowitsch Bogdanow-Belski (1868–1945), einem Schüler Repins. Ein Studium der Mathematik und im Nebenfach Kunstgeschichte absolvierte sie ohne einen Abschluss aufgrund des Kriegsausbruches. 1938 fand ihre erste Ausstellung in Riga statt, die in den Zeitungen der Großstadt sehr positiv rezenziert wurde:

„(Sie) …vereinigt – Landschaften und Porträts… als Massstab der Arbeit, der Entwicklung… Tatjana Lihzis malt beides und zeigt auch mit manchen Stücken, dass ihr Talent dieser Doppelaufgabe gewachsen ist.“

Die meisten der dort ausgestellten Werke sind durch die Wirren des Zweiten Weltkrieges verschollen. Einige befinden sich quer durch Europa in Privatbesitz.
Nach dem Hitler-Stalin-Pakt und der Annexion Lettlands durch die Sowjetunion siedelte sie im März 1941 mit ihren Eltern nach Deutschland um und wurde als Reichsdeutsche eingebürgert. Nach der Eroberung des Baltikums durch die deutsche Wehrmacht zog die gesamte Familie 1943 wieder in ihre Heimatstadt zurück. 1944 wurde Tatjana Lietz zum Arbeitsdienst nach Posen abkommandiert, wo sie in einer Fabrik arbeiten musste. Der Lauf der Geschichte erzwang neue Wechsel. Im Januar 1945 floh sie vor dem Heranrücken der Roten Armee nach Berlin. Auf der Flucht gingen sämtliche eigene Arbeiten verloren. Die Familie wurde in Berlin einquartiert und dort gegen Kriegsende total ausgebombt, so dass auch alle anderen Arbeiten verloren gingen. Aus einem Übergangslager im thüringischen Bad Blankenburg kam die Familie 1945 nach Zwickau, wo ein alter Bekannter aus Rigaer Zeit seit den 1930er Jahren wohnte, der Zahnarzt Dr. Eiland. Die Familie beschließt, in der Stadt zu bleiben, da sich einige Gemeinsamkeiten zu Riga zeigen, wie der Dom der St. Marienkirche, der der Rigaer St. Petrikirche gleicht. Tatjana Lietz blieb danach ihr gesamtes weiteres Leben, über 55 Jahre, in Zwickau.
Nachdem die Rote Armee 1945 in Zwickau einzog, wurde sie als Dolmetscherin eingesetzt. Gleichzeitig arbeitete sie in der Höheren Handelsschule (dem heutigen Peter-Breuer-Gymnasium) als Russischlehrerin. Von 1950 bis 1978 unterrichtete sie Kunsterziehung und Russisch an der „EOS Gerhart Hauptmann“. Als Dozentin für Kunstgeschichte wird sie 1953 vom damaligen Leiter Carl Michel an die Mal- und Zeichenschule Zwickau (MuZ) geholt, an der sie bis zur Schließung der MuZ 1963 nebenberuflich lehrt. Einer ihrer Schüler in der MuZ war auch Hartwig Ebersbach.
Ende der 1960er Jahre war sie außerdem als Übersetzerin tätig.
1978 pensioniert, unterrichtet sie danach einige Privatschüler kostenlos in Malerei und Kunstgeschichte.
Seit Ende der 1970er Jahre konnte sie ihre Werke in verschiedenen eigenen Ausstellungen in Zwickau und Karl-Marx-Stadt präsentieren. Ihre Wohnung war ein Salon für Künstler und Intellektuelle. Sie bevorzugte später verstärkt die Porträtmalerei und schuf viele Porträts von Persönlichkeiten aus dem Zwickauer und Chemnitzer Raum. Neben ihrer Arbeit als Lehrerin schuf sie ein beeindruckendes und originäres malerisches Werk. Ihre Porträts, die Stillleben, aber auch die malerischen Erinnerungen an die Landschaften ihrer Jugend sind künstlerische Zeugnisse dieser Malerin, die mit ihrem eigenen, vom russischen Impressionismus beeinflussten Malstil, viele Freunde gefunden hat.

## Schaffen
In ihrem künstlerischen Schaffen stand der Mensch im Mittelpunkt.

„Die Kunst sollte die Menschen lehren, die Schönheiten des Lebens zu erkennen.“

Sie schuf viele Porträts von Zwickauer Persönlichkeiten. Noch 1998 malt sie den streitbaren Pfarrer Edmund Käbisch. Waren viele Porträts aus ihrer Rigaer Zeit den Vorbildern Bogdanow-Belski und Repin in der Malweise ähnlich, so ordnet ihr Biograph Christian Siegel ihre Zwickauer Bilder eher in die Nähe von Anders Zorn.
Eine Vielzahl ihrer Bilder beschäftigten sich mit Natur- und Landschaftsmalerei. In den Ölgemälden sind sehr empfindungsreich Trauer, Leid, Freude, Hoffnung, Sorge und Sehnsucht als Farbtupfer und Farbnuancen festgehalten und vermitteln ein Stück ihrer baltischen Seele.
Es können drei Schaffensperioden unterschieden werden. Die erste intensive Malperiode reicht in die Zeit vor dem Zweiten Weltkrieg in Lettland, die Nachkriegsjahre bis 1957 und nach elfjähriger Pause (bedingt durch Pflege und Tod ihrer Eltern) eine Altersperiode nach 1968.
1999 schenkte sie der Stadt Zwickau mehr als 20 Werke aus ihrer Schaffensperiode zwischen 1946 und 1997.

## Würdigungen

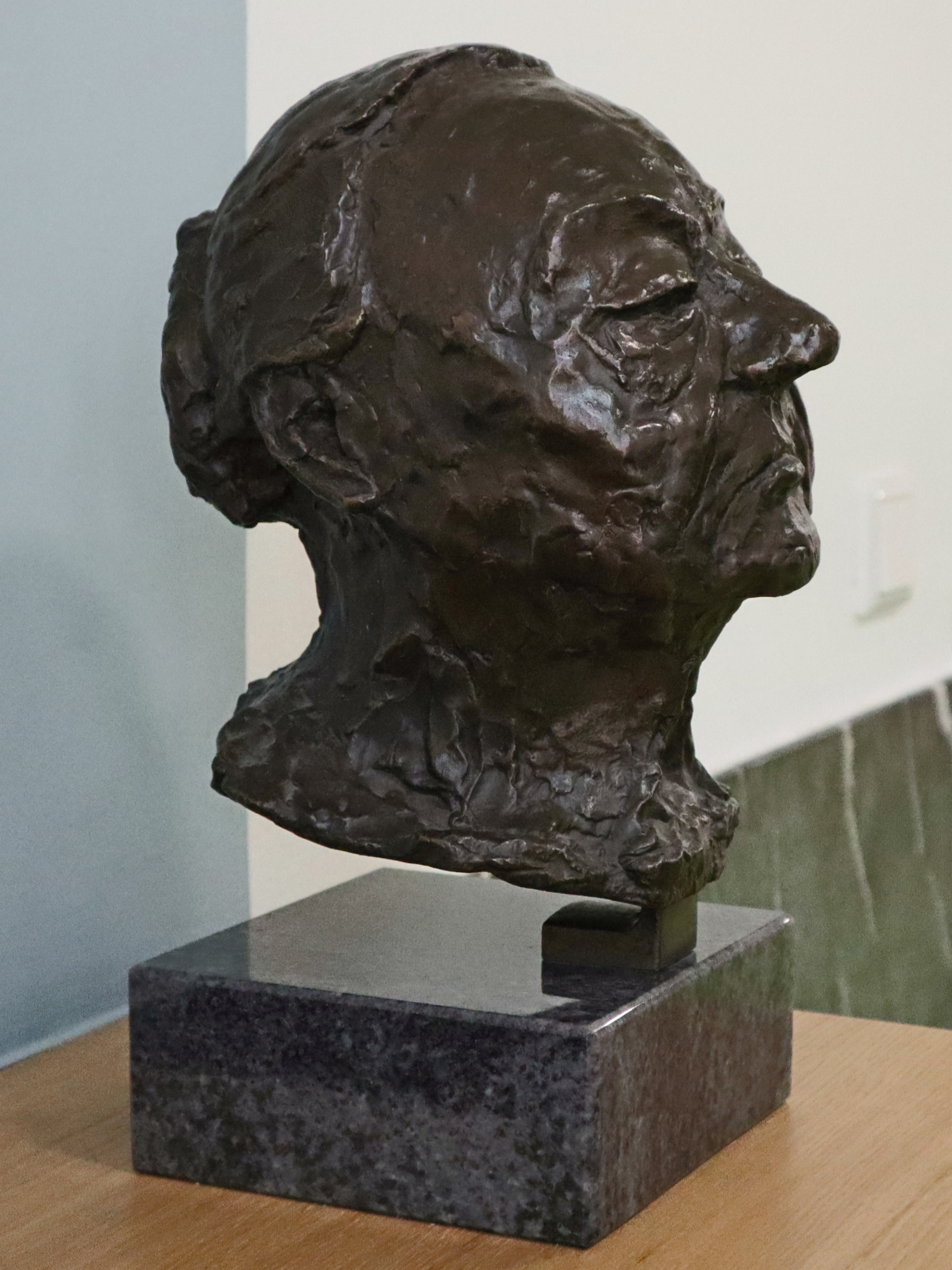
Bronzebüste der Malerin von Christian Siegel (2018) im Foyer des Peter-Breuer-Gymnasiums Zwickau.

1998 wurde sie, als erst zweite Frau nach Maria Krowicki (1952), die sie 1953 in einem Porträt malte, zur Ehrenbürgerin der Stadt Zwickau ernannt. Sie war seit 1991 Ehrenmitglied des Zwickauer Kunstvereins und zu DDR-Zeiten Mitglied im Verband Bildender Künstler Deutschlands (VBKD).

„Tatjana Lietz war eine starke, einmalige, faszinierende und schillernde Künstler-Persönlichkeit. […] Sie hinterließ bei Menschen, die mit ihr zu tun hatten, nachhaltige Spuren. Schüler erinnern sich lebhaft an die einstige Russisch- und Kunstlehrerin, während andere Lehrer längst vergessen sind. Viele bewunderten ihre baltische Wärme und schätzten ihre mütterliche Liebe. Sie wollte Gerechtigkeitsliebe, Anstand und Würde vermitteln.“

Am 16. März 2001 hielt Pfarrer Edmund Käbisch zur Beerdigung von Tatjana Lietz die Trauerrede.
In der Zwickauer Emilienstraße 12 wurde an ihrem sechsten Todestag eine Gedenktafel angebracht.
Anlässlich ihres 100. Geburtstages erhielt am 9. September 2016 der Weg zwischen Dr.-Friedrichs-Ring und Peter-Breuer-Straße offiziell den Namen Tatjana-Lietz-Weg.
Seit 2018 steht im Foyer des Peter-Breuer-Gymnasiums eine von Christian Siegel geschaffene Bronzebüste von Tatjana Lietz eingeweiht.

## Werke (Auswahl)
- Knabe mit Banjo (Öl, 1951)[16]
- Kinder auf einem Bootssteg (Öl, um 1951)[17]
- Pioniere am Lagerfeuer (Öl, um 1951)[18]
- Flieder (Öl; Neue Sächsischen Galerie – Museum für zeitgenössische Kunst, Chemnitz)[19]

## Ausstellungen
- 1938: erste große Ausstellung in Riga
- 1948: Zwickau, Städtisches Museum („Schau der Jüngsten. Maler, Graphiker, Bildhauer“)
- 1949: Glauchau, Stadt- und Heimatmuseum („Frühjahrs-Kunstausstellung 1949“ des Zwickauer Künstlerkreises)
- 1976 und 1986: Städtischen Museum Zwickau: Tatjana Lietz – Malerei
- 1979: Zwickauer Klub der Intelligenz[4]
- 1984/1985: Karl-Marx-Stadt, Städtisches Museum am Theaterplatz („Retrospektive 1945–1984. Bildende Kunst im Bezirk Karl-Marx-Stadt“)
- 1985: Bezirkskunstausstellung Karl-Marx-Stadt
- 1999: SchmidtBank Zwickau (mit Christian Siegel)

### Postum
- August/September 2001: Burg Schönfels (bei Zwickau)
- Juli/August 2008: Matthäuskirche zu Bockwa (Stadtteil von Zwickau): Lietz traf Matthäus[20]
- April/Mai 2016: Galerie am Domhof (Städtische Museen Zwickau): Tatjana Lietz, Edgar Klier, Carl Michel „In Memoriam“